# Circo criollo

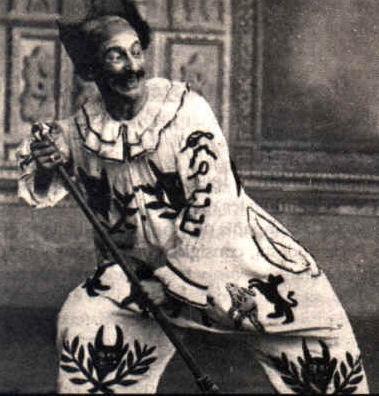
José Podestá, como "Pepino el 88"

El Circo criollo fue el primer espectáculo que puso en juego algo de la identidad rioplatense, por haber sido el primero que dejó de imitar las artes provenientes de Europa, iniciándose a mediados del siglo XVIII en Argentina y luego expandido a Uruguay. El espectáculo consistía en presentaciones en carpas que iban de un lugar a otro , siendo su significación destacada en todas las referencias al teatro rioplatense, sobre todo en relación con la actividad realizada de los Hermanos Podestá, ya hacia finales del siglo XIX. El circo criollo es históricamente el origen del teatro argentino; hay varias corrientes y varias líneas, siendo la más importante la de los hermanos Podestá, que empiezan con la actividad circense en Argentina, y que llevan el sainete criollo al circo. Lo que tenía de interesante el circo criollo en sus comienzos era la presentación de personajes definidos. Por ejemplo, “estaban los payasos que denunciaban como en una especie de crítica política y también se presentaban las danzas folclóricas argentinas”. Se caracterizaba por tener dos partes, la primera de habilidades y la segunda de representación de un drama criollo. El primer y más famoso drama es el titulado Juan Moreira, que representa la historia del gaucho perseguido por la ley, tema anteriormente tratado por José Hernández en Martín Fierro.

## Historia del circo criollo

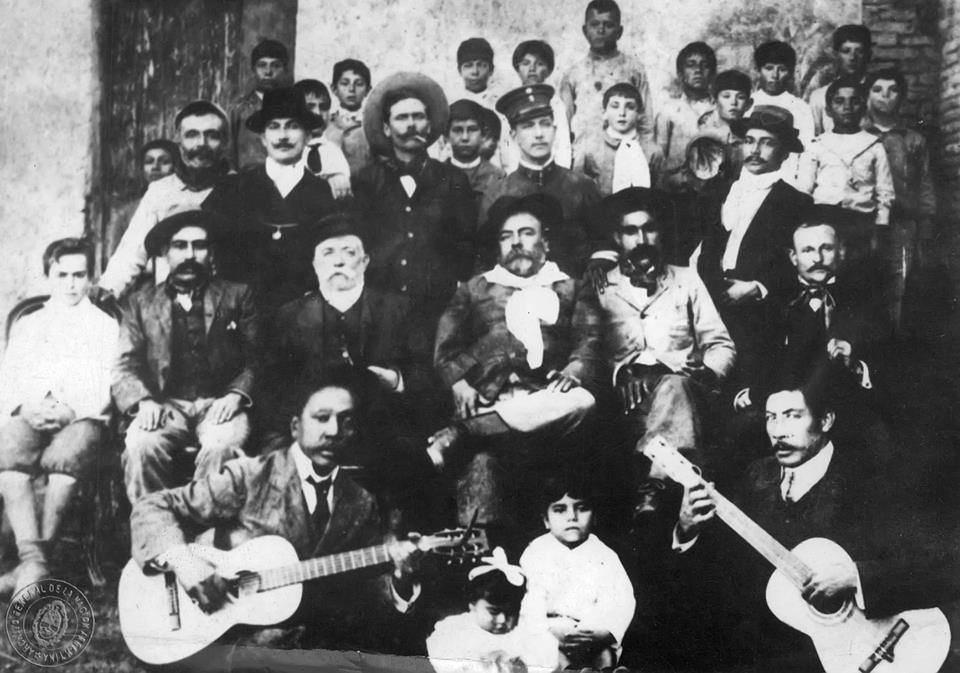
Gabino Ezeiza, en Río Negro (1891)

Los antecedentes de espectáculos circenses en la zona del Río de la Plata se remontan a 1857, cuando acróbatas y volatineros como Arganda en el coliseo de Aguiar y Sacomano en Buenos Aires, Joaquín Duarte, Joaquín Oláez y Gacitúa y la familia de Fernando García actuaban en la Plaza de Toros de Retiro o en el Circo de la Alameda, y también el Circo Bradley, que ofrecía actos de jinete y payaso hacia 1820, además del circo de José Chiarini. Hacia 1836 comenzaron a aparecer los volatineros criollos.
En 1840 Sebastián Suárez nació a bordo de una embarcación en jurisdicción brasileña, aunque sería anotado en Buenos Aires. Siendo niño vio al Circo Olímpico de Juan Lippolis, y ese encuentro lo lleva a buscar materiales como bolsas de arpillera, a las que desarma y vuelve a armar extendidas para confeccionar su propia carpa de espectáculos.
En cada presentación circense de la zona, Sebastián Suárez aprendía trucos y técnicas, utilizaba maquillaje y ropas estrafalarias y así se convirtió en Tony el payaso. A la entrada colocaba un cartel que decía: "Circo Flor América". Así nació el primer circo de Buenos Aires, al que luego Alejandro Rivero (yerno de Sebastián Suárez) bautiza Circo Unión y luego el Circo de los 7 Hermanos Rivero.
Algunos historiadores opinan que el verdadero circo criollo nació en 1886 con los hermanos Gerónimo y José Podestá y la representación de la obra de Eduardo Gutiérrez Juan Moreira.
Una cuestión que es importante mencionar es la convulsión social que provocó el drama gauchesco, sobre todo en el caso de Juan Moreira. En la etapa circense, donde se recorría la campaña y se actuaba en los pueblos, aún los más pequeños, esta epopeya del gaucho perseguido por las autoridades provocó un sentimiento de rechazo a prácticas caudillescas y las autoridades temían por el fantasma del “moreirismo”. Expresa en este sentido Vicente Rossi que: “…el pueblo se enmoreiraba, y se acudió a la policía para que suprimiera las expansiones del público que salía de contemplar los dramas criollos y a los ediles para que vieran de suprimir sus representaciones”, tanto es así, que aparecen en los archivos policiales de la época detenidos por “hacerse el Moreira”. Beatriz Seibel ha tomado declaraciones que Podestá dio a la prensa donde decía: " ... Infundía tanta realidad a Juan Moreira, que muchas veces se dictaron decretos policiales prohibiéndolo, en mérito a que después de la función, no había gaucho pobre que soportara las injusticias del machete ... ".
Un elemento de fundamental importancia en el circo criollo y de enorme trascendencia fue la actuación en las representaciones de payadores, que fueron el basamento donde se asentó el tango canción. Entre los más famosos cultores de este género se puede mencionar a: Higinio Cazón, José Betinotti, Nemesio Trejo y Gabino Ezeiza.
Los hermanos Podestá fueron contratados en Montevideo por Pablo Rafetto en 1877 para realizar acrobacias y allí nació el personaje de José Podestá "Pepino el 88". Luego, con su compañía el Circo Arena, recorrieron Uruguay y en 1880 se embarcaron hacia Buenos Aires. Difundieron enormemente los temas gauchescos y los aires musicales. A través del circo criollo se dio a conocer el pericón en reemplazo del folclórico gato, y popularizó otros ritmos musicales tradicionales, rescatando a muchos de ellos del olvido.
A partir de 1886 comenzaron a denominarse circos "de primera parte" a los que solo ofrecían números de pista y circos "de primera y segunda parte" a los que ofrecían luego una representación teatral. La denominación de circo criollo responde al carácter humilde y las representaciones autóctonas que los caracterizaban.
Sus giras acercaron las primeras experiencias teatrales a poblaciones alejadas de la capital, así como costumbres y usanzas rurales al público de la ciudad. Su creciente popularidad, así como la expectativa generada por la llegada de un nuevo espectáculo, motivó a numerosos autores dramáticos.
A fines del siglo XIX surgieron numerosos circos criollos argentinos como el Circo Ecuestre, el San Carlos, Circo Paysandú o Circo Pabellón General Lavalle, y en la primera década del siglo XX el Queirolo, el Anselmo, el Giani, el Unión, el Fassio, el Saporitti, el Sarrasani o el Alarcón, entre otros.